# Alasdair Mac Mhaighstir Alasdair
Alasdair Mac Mhaighstir Alasdair („Alexander Sohn des Magisters Alexander“), englisch meist: Alexander MacDonald (* ca. 1695/98 in Moidart, vermutlich im Ort Dalilea/Dalelai; † ca. 1770 in Arisaig bei Mallaig, Moidart) war ein schottischer Poet.

## Leben
Über das frühe Leben Alasdairs, des Sohns eines Pfarrers der anglikanischen Scottish Episcopal Church, ist wenig bekannt. Die Familie gehörte zum stuarttreuen Clan Macdonald of Clanranald. Seine Abstammung von Robert II. führte Alasdair auf seine Urgroßmutter Màiri zurück, die Tochter von Angus MacDonald, 8th of Dunnyveg, die in die Clanranald-Sippe eingeheiratet hatte.
Möglicherweise studierte Alasdair wie sein Vater in Glasgow. Er dürfte gute Latein- und Griechischkenntnisse erworben haben. Verheiratet war er mit Jane MacDonald of Dalness. Seit 1729 ist seine Tätigkeit als Katechet für die anglikanische Society for Propagating Christian Knowledge auf Finnan Island belegt. Es handelt sich allem Anschein nach nicht um die winzige Insel Eilean Fhianain, sondern um eine nicht genau lokalisierte Eilean Fhìonai, wo schon sein Vater Dienst tat. Alasdair galt als guter Sänger 

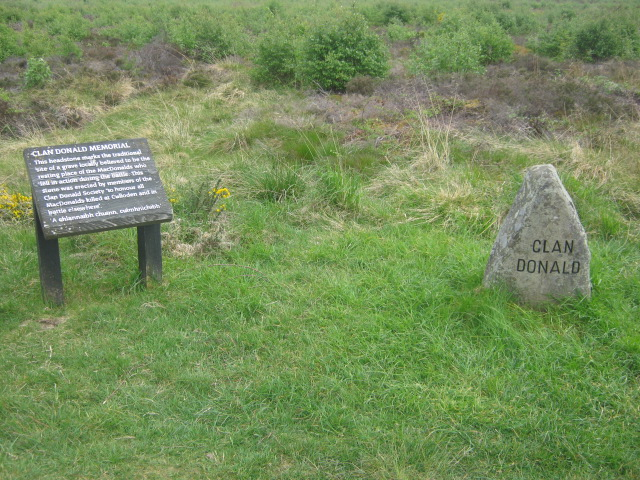
Gedenkstein für die Gefallenen des Clans Mcdonald auf dem Schlachtfeld von Culloden

Beim Aufstand der Jakobiten verließ er den Schul- und Missionsdienst. Vermutlich ist er regelrecht desertiert und wurde daraufhin entlassen. 1746 diente er im  Rang eines Hauptmanns im Clanranald-Regiment mit 200 Mann in der Schlacht bei Culloden. Angeblich war er auch der Gälischlehrer und Übersetzer des Prinzen Charles Edward Stuart. Nach Niederschlagung des Aufstands floh er mit seiner Frau durch das Hochland, wo seine Tochter geboren wurde. Nach der Amnestie von 1747 wurde er 1749 Verwalter der Clanranalds auf der kleinen Insel Canna, die zu den Inneren Hebriden gehört (heute leben dort 12 Menschen). In dieser Zeit konvertierte er irgendwann zum Katholizismus. 1751 ging er nach Edinburgh, um dort seine Gedichte im Selbstverlag zu veröffentlichen. Es handelte sich um das allererste weltliche Buch, das in einer keltischen Sprache gedruckt wurde. Aufgrund des Aufsehens, die sie verursachten, rechnete er damit, wieder verfolgt zu werden, und wechselte mehrfach den Wohnort. 1752 kehrte er zu seinem Clan nach Moidart zurück, wo er zuletzt in Sandaig den Rest seines Lebens verbrachte. Befreundet war er mit dem Barden Iain Mac Fhearchair (John Mac Codrum).
Hinsichtlich seines Begräbnisplatzes herrscht Verwirrung. Der lokalen Tradition zufolge sollte er auf Island Finnan (Fhianain) beigesetzt werden, die in der einzigen erhaltenen Quelle aus dem 19. Jahrhundert wohl fälschlich als Eilean Fhionnain bezeichnet wurde, doch wegen eines Sturms wurde er vermutlich auf dem Friedhof von Kilmorie in Arisaig bestattet. Nach anderen Quellen wurde er – wie lokaler aber zweifelhafter Überlieferung zufolge auch sein Vater († 1724) – tatsächlich auf der Insel Fhianain, der traditionellen Begräbnisstätte der Clanranalds, beigesetzt.

## Werk
1741 erstellte Alasdair ein gälisch-englisches Wörterbuch von 200 Seiten für den kirchlichen Gebrauch, das den Gälisch-Sprechern das Erlernen der englischen Sprache erleichtern sollte. Es muss ihm zutiefst widerstrebt und sein Loyalitätsgefühl gegenüber den Clanrananalds verletzt haben, dass er selbst ein Werk lieferte, welches der Missionierung in englischer Sprache diente. Seine nationalistischen Gedichte, die ihn nicht nur als Parteigänger der Stuarts, sondern aller gälisch sprechenden Schotten zeigten, wurden 1751 unter dem Titel Ais-Eiridh na Sean Chánoin Albannaich („Wiederauferstehung der alten schottischen Sprache“) veröffentlicht, was fünf Jahre nach der Schlacht von Culloden recht mutig war. Mit Spott überzog er in seinem Gedicht An Airce („Die Arche“) den abtrünnigen Clan Campbell, der den Stuarts die Gefolgschaft verweigert hatte: Nur die „moderaten“ Campbells sollten nach innerer Reinigung durch Seewasser in einer neuen Arche Noah vor einem Monat neuen Strafgericht Gottes gerettet werden. Über eine Dichterin, die die Campbells unterstützte, schrieb er: „Wenn die Dichterin in deine Netze kommt, / Die schamlose kleine Kneipenhüterin aus Oban,/ Binde einen Anker aus Brandy an sie / Um den Robben einen Dram (Drink) zu geben“. Auch zeigte er sich in seinen Gedichten als unerbittlicher Feind des Hauses Hannover; König Georg III. nannte er einen Kannibalen. Das Buch wurde in Edinburgh – angeblich vom Henker – verbrannt; nur zwölf Originalexemplare sind erhalten.
Sein wichtigstes, posthum veröffentlichtes und erst 1935 von Hugh MacDiarmid erstmals ins Englische übersetztes Werk Birlinn Chlann Raghanill („Die Galeere von Clanranald“) ist die poetische Beschreibung einer stürmischen Seereise mit einer wenig seetüchtigen Segelgaleere von South Uist nach Carrickfergus in Irland. Im Rhythmus des Gedichts spiegeln sich die koordinierte Arbeit der Ruderer und der Wellenschlag am Rumpf.

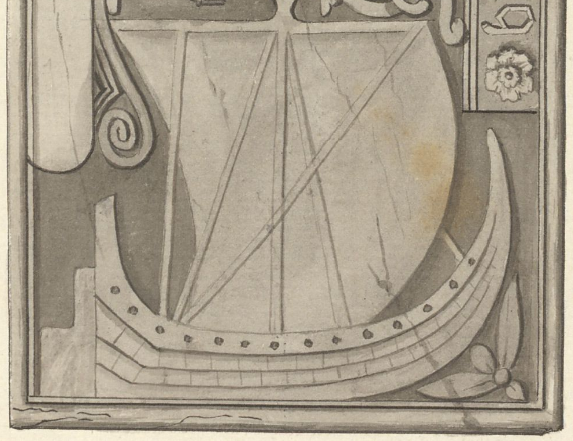
Eine schottische Galeere (Birlinn) des 16. Jahrhunderts auf einem Grabstein des 16. Jahrhunderts (Stich von 1772).

„O stretch you, pull you, and bend you
Between the thole-pins,
Your knuckles snow with hard plying
	The pinewood fins
All the big muscular fellows
Along her lying
With their hairy and sinewy
Arms keep her living [...]“

Die Übersetzung des Gedichts ins Englische wirft wegen der eigenwilligen Orthographie und antiquierten Sprache Alasdairs erhebliche Probleme auf. Insgesamt gab es bisher neun meist mangelhafte Übersetzungsversuche. Neu ist eine relativ freie, den barocken Sprachduktus nachahmende Übersetzung von Alan Riach, bei der der Rhythmus weitgehend erhalten blieb. 2023 erschien eine Gedichtauswahl in einer Neuübersetzung von Taylor Strickland.
Darüber hinaus verfasste Alasdair Naturlyrik, die durch The Seasons von James Thomson beeinflusst ist, sowie Liebeslyrik und Trinklieder. Sein Einfluss auf die gälischen Poeten des späten 18. Jahrhunderts ist groß. So wirkte er unter anderem auf Duncan Ban MacIntyre, der zeitweise Parteigänger des Hauses Hannover war, aber Alasdairs Gedichte ungehindert veröffentlichte.